# Zack!
Zack! is een computerspel voor de platforms Commodore 64 en Commodore 128. Het spel werd in 1991 uitgebracht door United-Software GmbH. Het Engelstalig spel lijkt op Tetris. Het spel is Engelstalig.